# Inter Miami CF
Club Internacional de Fútbol Miami, được biết đến là Inter Miami CF hoặc đơn giản là Inter Miami, là một câu lạc bộ bóng đá chuyên nghiệp của Mỹ có trụ sở tại Fort Lauderdale. Được thành lập vào năm 2018, câu lạc bộ bắt đầu thi đấu tại Major League Soccer (MLS) trong mùa giải 2020. Inter Miami chơi các trận đấu trên sân nhà tại Sân vận động Chase và dự kiến sẽ chuyển đến Miami Freedom Park vào năm 2026.

## Lịch sử
Vào tháng 11 năm 2012, ủy viên MLS Don Garber đã xác nhận mối quan tâm mới của giải đấu trong việc đặt nhượng quyền thương mại mở rộng ở Miami, sau khi Miami Fusion xếp lại sau mùa giải 2001 và một cuộc đấu thầu mở rộng do doanh nhân viễn thông người Bolivian có trụ sở tại Miami Marcelo Claure và FC Barcelona dẫn đầu đã thất bại trong 2009.
Khi David Beckham, người đã nhận được tùy chọn mua một đội mở rộng với mức giá 25 triệu đô la khi anh ấy tham gia giải đấu vào năm 2007, kết thúc sự nghiệp thi đấu của anh ấy vào tháng 4 năm 2013, giải đấu đã tổ chức các cuộc thảo luận sơ bộ với các cố vấn của Beckham về một số mục tiêu mở rộng, bao gồm cả Miami. Cùng năm đó, các nhà đầu tư khác, bao gồm cả nhà tài chính người Ý Alessandro Butini và chủ sở hữu Miami Dolphins Stephen M. Ross cũng bày tỏ sự quan tâm đến việc sở hữu nhượng quyền thương mại ở Miami.
Trong bài phát biểu tại State of the League vào tháng 12 năm 2013, Garber đã xác định Beckham và Simon Fuller là chủ sở hữu tiềm năng ở Miami. Cuối tháng đó, vào ngày 17 tháng 12, Các ủy viên Hạt Miami-Dade đã bỏ phiếu nhất trí cho phép Thị trưởng Carlos A. Giménez đàm phán với nhóm do Beckham lãnh đạo trên một sân vận động mới ở trung tâm thành phố Miami.
Liên đoàn thông báo rằng Beckham thực hiện quyền chọn của mình vào ngày 5 tháng 2 năm 2014, và đó là Miami Beckham United, nhóm đầu tư do Beckham, Fuller và Claure đứng đầu, sẽ sở hữu một nhượng quyền thương mại mở rộng ở Miami, giả định rằng việc tài trợ cho một sân vận động có thể được thỏa thuận. Trong các bài thuyết trình trước các quan chức và nhà đầu tư tiềm năng, nhóm sở hữu đã sử dụng "Miami Vice" và "Miami Current" làm tên chính thức cho câu lạc bộ. Sau khi các đề xuất sân vận động ban đầu không được thông qua, Ủy viên Garber đã nhắc lại vào tháng 8 năm 2014 rằng việc mở rộng sẽ không được phê duyệt cho đến khi kế hoạch xây dựng sân vận động ở trung tâm thành phố được đảm bảo. Beckham mua lại Fuller vào tháng 5 năm 2019.
Vào ngày 29 tháng 1 năm 2018, nhóm Miami Beckham United (bao gồm Beckham, Claure, Fuller, Masayoshi Son [người sáng lập và Giám đốc điều hành của SoftBank] và Jorge và José Mas, các nhà lãnh đạo của công ty viễn thông và xây dựng MasTec có trụ sở tại Miami) bốn năm sau thông báo ban đầu của chủ sở hữu về việc theo đuổi một đội, đã được trao nhượng quyền thương mại MLS thứ 25 và chuẩn bị ra mắt vào mùa giải 2020. Thông báo này đại diện cho một phần của việc mở rộng MLS lớn hơn sẽ tăng số lượng đội lên 26 vào năm 2020 và 30 sau đó. Kể từ thông báo ban đầu của Beckham về ý định thành lập một đội bóng ở Miami vào năm 2014, Orlando City, New York City FC, Atlanta United, Minnesota United, Los Angeles FC, và FC Cincinnati đều đã bắt đầu thi đấu MLS. Paul McDonough được thuê làm giám đốc thể thao có hiệu lực từ ngày 4 tháng 8. Nhóm sở hữu của đội sau đó được đổi tên thành Miami Freedom Park LLC. Họ công bố Club Internacional de Fútbol Miami, viết tắt là Inter Miami CF, là tên chính thức của câu lạc bộ vào ngày 5 tháng 9 năm 2018.
Vào ngày 30 tháng 12 năm 2019, cựu tuyển thủ Đội tuyển quốc gia Uruguay và huấn luyện viên C.F. Monterrey Diego Alonso được công bố là huấn luyện viên trưởng đầu tiên của câu lạc bộ.

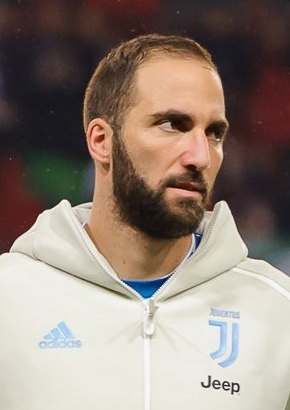
Cầu thủ người Argentina Gonzalo Higuaín đã ký hợp đồng với Miami vào năm 2020

Trận đấu MLS đầu tiên của Inter Miami diễn ra vào ngày 1 tháng 3 năm 2020, thua 0–1 trước Los Angeles FC. Cầu thủ được chỉ định Rodolfo Pizarro ghi bàn thắng đầu tiên trong lịch sử Inter Miami trong trận đấu tiếp theo vào ngày 7 tháng 3, trong trận thua 1–2 trước D.C. United. Trận đấu đầu tiên trên sân nhà của họ dự kiến diễn ra vào ngày 14 tháng 3 năm 2020, gặp LA Galaxy, câu lạc bộ cũ của Beckham. Trận đấu kể từ đó đã bị hoãn do Đại dịch COVID-19. Vào ngày 23 tháng 8 năm 2020, Inter Miami đã ghi chiến thắng đầu tiên trong nhượng quyền thương mại của họ, 3–2 trước Orlando City. Vào ngày 18 tháng 1 năm 2021, huấn luyện viên của đội tuyển nữ Anh Phil Neville được bổ nhiệm làm huấn luyện viên trưởng mới và Chris Henderson của Seattle Sounders FC với tư cách là giám đốc bóng đá và giám đốc thể thao.
Vào năm 2021, anh em nhà Mas đã hoàn tất thương vụ mua lại để tiếp quản phần lớn quyền sở hữu đội từ Claure and Son. Vào ngày 28 tháng 5 năm 2021, MLS thông báo rằng họ sẽ xử phạt Inter Miami CF, chủ sở hữu Jorge Mas và cựu giám đốc thể thao Paul McDonough vì vi phạm quy tắc đội hình trong mùa giải 2020. Câu lạc bộ đã ký Blaise Matuidi và Andrés Reyes sử dụng tiền phân bổ (TAM) được nhắm mục tiêu để tuân thủ các yêu cầu về giới hạn tiền lương và tránh sử dụng ba suất Cầu thủ được chỉ định, nhưng được phát hiện là đã vượt quá mức tối đa TAM là 1,61 triệu đô la cho mỗi cầu thủ. MLS đã phạt câu lạc bộ 2 triệu đô la và giảm 2,27 triệu đô la phân bổ cho các mùa giải 2022 và 2023, trong khi Mas bị phạt 250.000 đô la và McDonough bị đình chỉ tham gia các hoạt động của giải đấu cho đến hết mùa giải 2022. Trước thông báo, Matuidi đã được phân loại lại thành Cầu thủ được chỉ định bằng cách chiếm chỗ của Matías Pellegrini, người đã được cho Fort Lauderdale CF mượn sau khi hợp đồng của anh ấy được câu lạc bộ mua lại.

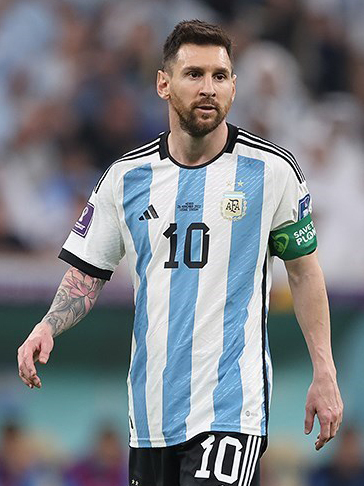
Tiền đạo người Argentina Lionel Messi ký hợp đồng với Miami vào tháng 7 năm 2023

Vào ngày 1 tháng 6 năm 2023, Inter Miami thông báo rằng câu lạc bộ đã chia tay Neville. Vào thời điểm đó, câu lạc bộ đang đứng ở vị trí cuối cùng trong Hội nghị phía Đông. Beckham nói: "Đôi khi trong trận đấu này, chúng tôi phải đưa ra những quyết định khó khăn nhất và thật đáng buồn là chúng tôi cảm thấy đã đến lúc phải thay đổi. Trợ lý Huấn luyện viên Javier Morales sẽ đảm nhận vai trò Huấn luyện viên trưởng tạm thời có hiệu lực ngay lập tức. Bốn ngày sau, người giành Ballon d'Or bảy lần Lionel Messi tuyên bố ý định gia nhập câu lạc bộ sau khi rời Paris Saint-Germain, từ chối lời đề nghị chơi cho Al Hilal và FC Barcelona. Messi sẽ được ký hợp đồng vào ngày 15 tháng 7 năm 2023, gia nhập đội với tư cách là Cầu thủ được chỉ định cho đến hết mùa giải MLS 2025. Cựu huấn luyện viên Barça người Argentina Tata Martino được bổ nhiệm làm huấn luyện viên trưởng của câu lạc bộ vào ngày 28 tháng 6 và gia nhập Miami vào tháng sau. Messi chính thức gia nhập đội, cùng với đồng đội cũ ở Barcelona Sergio Busquets, tại buổi lễ ra mắt vào ngày 16 tháng 7. Năm ngày sau, một đồng đội cũ khác ở Barcelona của anh, Jordi Alba, cũng ký hợp đồng với Inter Miami.

## Màu sắc và huy hiệu
Nhóm Miami Beckham United đã tiết lộ tên và màu sắc của đội vào ngày 5 tháng 9 năm 2018. Tên được công bố là Club Internacional de Fútbol Miami (Inter Miami CF). Huy hiệu, được thiết kế theo phong cách và màu sắc gợi lại truyền thống kiến trúc Art Deco của thành phố, trưng bày hai con diệc xanh lớn với hai chân đan vào nhau tạo thành ký tự M. Giữa những con diệc là nhật thực, mặt trời mang bảy tia sáng để tỏ lòng tôn kính với con số Beckham thường mặc khi còn là cầu thủ. Màu sắc của đội là hồng, đen và trắng và đây là đội thể thao chuyên nghiệp lớn duy nhất ở Bắc Mỹ có màu hồng là màu của đội. Huy hiệu hiển thị tên đội bao quanh tất cả bằng các chữ số La Mã MMXX đại diện cho năm 2020, mùa giải khai mạc.
Loài chim trong mào là chủ đề tranh luận sau khi nó được công bố và ra mắt, với một số suy đoán chúng là hồng hạc và diệc bạch. Nhóm nghiên cứu sau đó đã thông báo rằng những con chim này là diệc trắng.
Tên của câu lạc bộ là chủ đề tranh chấp nhãn hiệu với câu lạc bộ Ý Inter Milan, câu lạc bộ đã đệ đơn khiếu nại lên Văn phòng Sáng chế và Nhãn hiệu Hoa Kỳ cho việc sử dụng "Inter" được bảo vệ vào năm 2014. MLS đã đệ đơn phản đối khiếu nại về nhãn hiệu vào tháng 4 năm 2019, lập luận rằng tên "Inter" là chung chung do được sử dụng bởi các câu lạc bộ khác và không thể được yêu cầu độc quyền. Tính đến  năm 2021, vụ việc vẫn tiếp tục.

## Sân vận động

### Miami Freedom Park

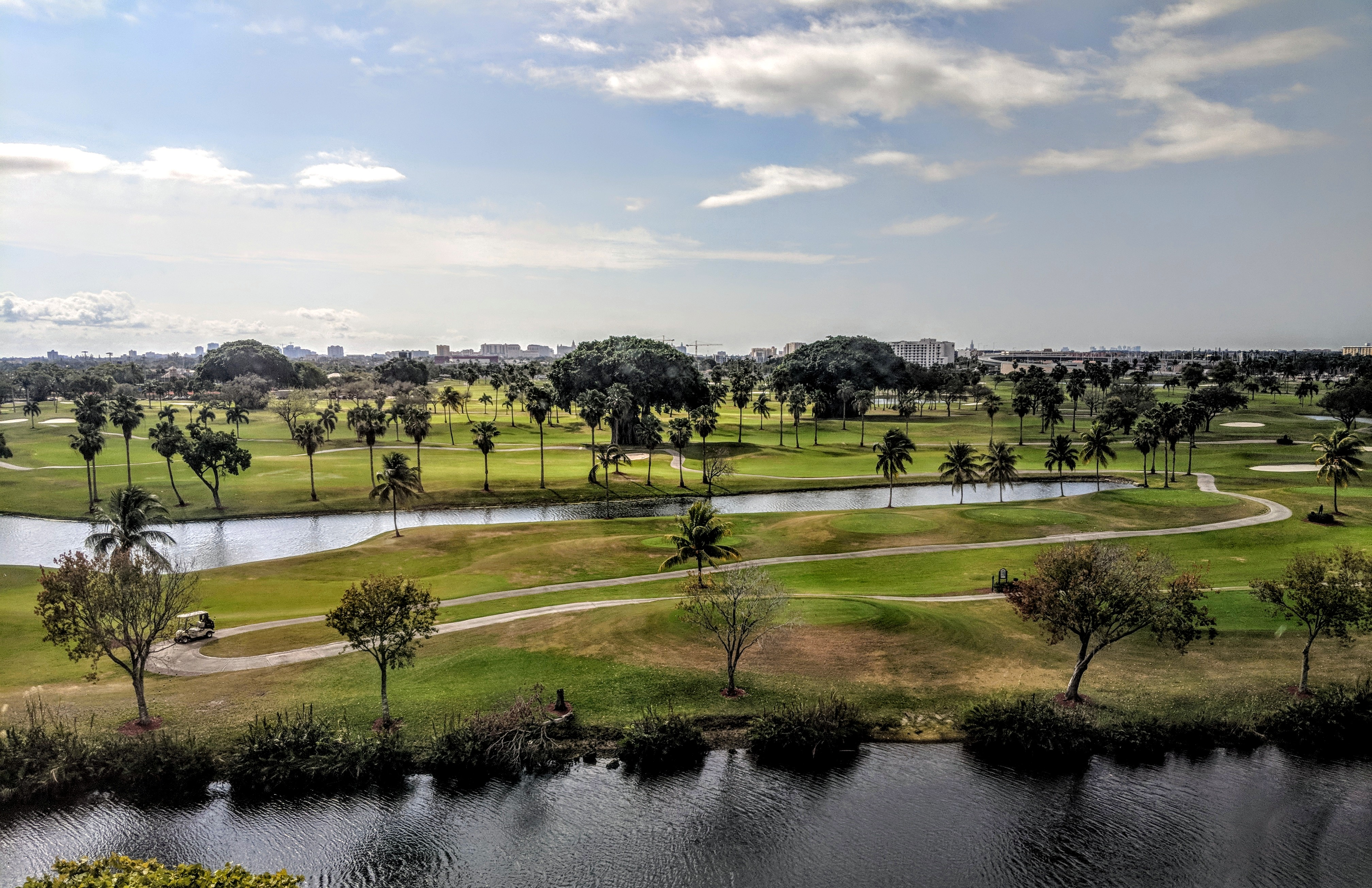
The Melreese Country Club là địa điểm tương lai cho Miami Freedom Park.

Vào tháng 3 năm 2020, Inter Miami bắt đầu thi đấu ở Fort Lauderdale. Họ sẽ tiếp tục làm như vậy cho đến khi sân vận động mới của họ, được gọi là Miami Freedom Park, được hoàn thành. Đề xuất hiện tại dành cho một sân vận động 25.000 chỗ ngồi sẽ tạo thành một phần của Công viên Tự do, một khu phức hợp sử dụng hỗn hợp trên địa điểm hiện tại của Câu lạc bộ Đồng quê Melreese thuộc sở hữu của thành phố gần Sân bay Quốc tế Miami. Việc phê duyệt xây dựng sân vận động phụ thuộc vào kết quả của trưng cầu dân ý công khai được tổ chức vào ngày 6 tháng 11 năm 2018. Kết quả của cuộc trưng cầu dân ý là khoảng 60 phần trăm cử tri tán thành biện pháp chuyển đổi sân gôn do thành phố sở hữu gần sân bay quốc tế thành sân vận động mới của Inter Miami CF, Miami Freedom Park.
Dự án phát triển được đề xuất, được xây dựng trên khu đất công rộng 131 mẫu Anh (53 ha), sẽ bao gồm 1.000.000 foot vuông (93.000 m2) văn phòng, khu bán lẻ và thương mại, 750 phòng khách sạn, 23 mẫu Anh (9,3 ha) sân bóng đá công cộng ngoài sân vận động rộng 10,5 mẫu Anh (4,2 ha), 58 mẫu Anh (23 ha) còn lại sẽ là công viên công cộng. Các chủ sở hữu cũng sẽ trả góp hàng năm 20 triệu đô la trong 30 năm để cải thiện các công viên công cộng trên toàn thành phố. Thỏa thuận vẫn cần có sự chấp thuận của đa số bốn phiếu bầu trong số năm ủy viên của Thành phố Miami. Kế hoạch đã vấp phải sự phản đối của những người ủng hộ câu lạc bộ chơi gôn và nhiều chi tiết, chẳng hạn như trách nhiệm tài chính đối với tro lò đốt độc hại trong đất, vẫn chưa được giải quyết.
Quyết định này được đưa ra sau một cuộc thăm dò dài về các lựa chọn. Một số địa điểm trước đây đã được xem xét bao gồm: Dodge Island tại PortMiami (2013), bờ sông Downtown Miami tại Museum Park (2014), một địa điểm liền kề với MLB của Marlins Park (2015) và một địa điểm thuộc sở hữu tư nhân ở Overtown của Miami (2015–16). Đội cũng đã xem xét Sân vận động Riccardo Silva tại Đại học Quốc tế Florida.

### Sân vận động Chase

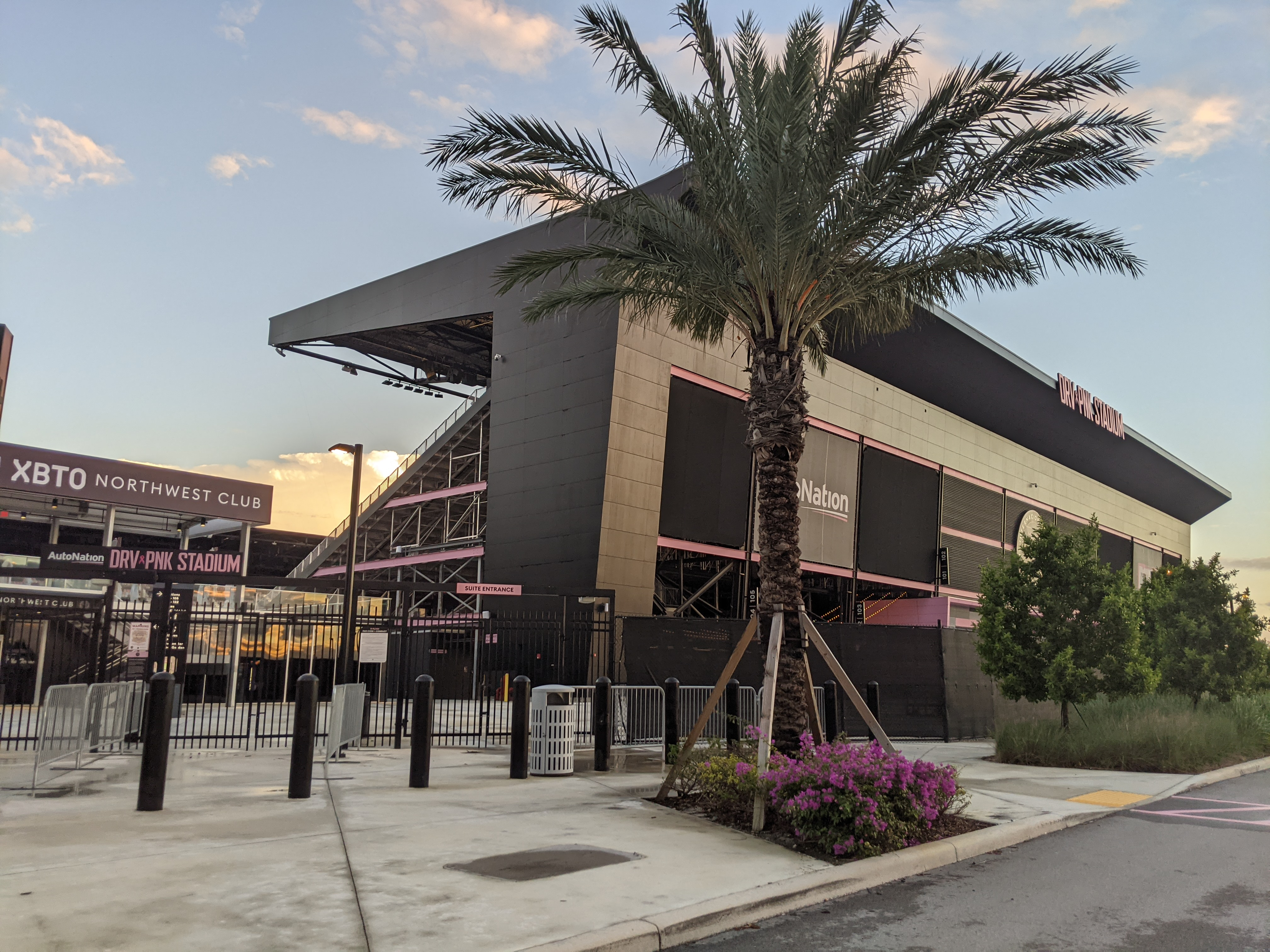
Lối vào sân vận động Chase

Sân vận động Chase, trước đây gọi là Sân vận động DRV PNK, là một sân vận động bóng đá ở Fort Lauderdale, Florida trên địa điểm từng là Sân vận động Lockhart. Sân vận động được định hướng theo hướng bắc nam cho cấu hình bóng đá, vì vậy mặt trời sẽ không chiếu vào mắt thủ môn. Sân vận động là trụ sở chính của đội và học viện trẻ của đội bên cạnh các sân tập khác.
Fort Lauderdale Strikers đã thông báo vào năm 2016 rằng họ sẽ rời khỏi Sân vận động Lockhart, sau đó sân vận động rơi vào tình trạng hư hỏng. Vào cuối tháng 1 năm 2019, Inter Miami thông báo ý định sử dụng địa điểm Sân vận động Lockhart để làm sân tập của câu lạc bộ cho đội một, đội dự bị USL League One Fort Lauderdale CF và học viện thanh thiếu niên. Sự phát triển cũng sẽ bao gồm một sân vận động 18.000 chỗ ngồi, sẽ là sân nhà cố định của Fort Lauderdale CF và là sân nhà tạm thời của Inter Miami trong ít nhất hai mùa giải đầu tiên trong khi sân vận động Miami Freedom Park đang được xây dựng. Hội đồng thành phố Fort Lauderdale đã nhất trí thông qua giá thầu của Inter Miami cho địa điểm Sân vận động Lockhart vào tháng 3 năm 2019. Vào tháng 4, Ủy ban thành phố Fort Lauderdale đã cho phép Inter Miami bắt đầu quá trình phá dỡ. Vào ngày 9 tháng 7 năm 2019, Ủy ban Thành phố Fort Lauderdale đã nhất trí thông qua hợp đồng thuê 50 năm địa điểm Sân vận động Lockhart với Inter Miami; theo các điều khoản của thỏa thuận, thành phố sẽ giữ quyền sở hữu tài sản trong khi câu lạc bộ bóng đá sẽ chịu trách nhiệm xây dựng, vận hành và bảo trì các cơ sở mới. Vào ngày 20 tháng 2 năm 2024, một ngày trước trận đấu mở màn mùa giải thường niên 2024 của Inter Miami, câu lạc bộ đã công bố một thỏa thuận hợp tác dài hạn với JPMorgan Chase về quyền đặt tên sân vận động. Sân được đổi tên thành Sân vận động Chase và có hiệu lực ngay lập tức. Pháo hoa trên mái sân vận động Chase cũng đã được lắp đặt.

### Khu huấn luyện phức hợp
Vào cuối tháng 1 năm 2019, câu lạc bộ đã công bố ý định theo đuổi địa điểm Sân vận động Lockhart ở Fort Lauderdale để làm sân tập cho đội một, học viện trẻ và đội United Soccer League (USL) trong tương lai.
Khu liên hợp đào tạo mới bao gồm hơn 30 mẫu Anh (12 ha) cỏ và không gian xanh, sẽ bao gồm nhiều tiện ích khác nhau như công viên, sân bóng đá trẻ và trung tâm cộng đồng. Sau khi hoàn thành, khu phức hợp được sử dụng làm cơ sở đào tạo lâu dài cho tất cả các cấp đội của Inter Miami từ các đội Học viện Thanh thiếu niên của họ và đội USL League One cho đến đội một chơi ở MLS.

## Sở hữu

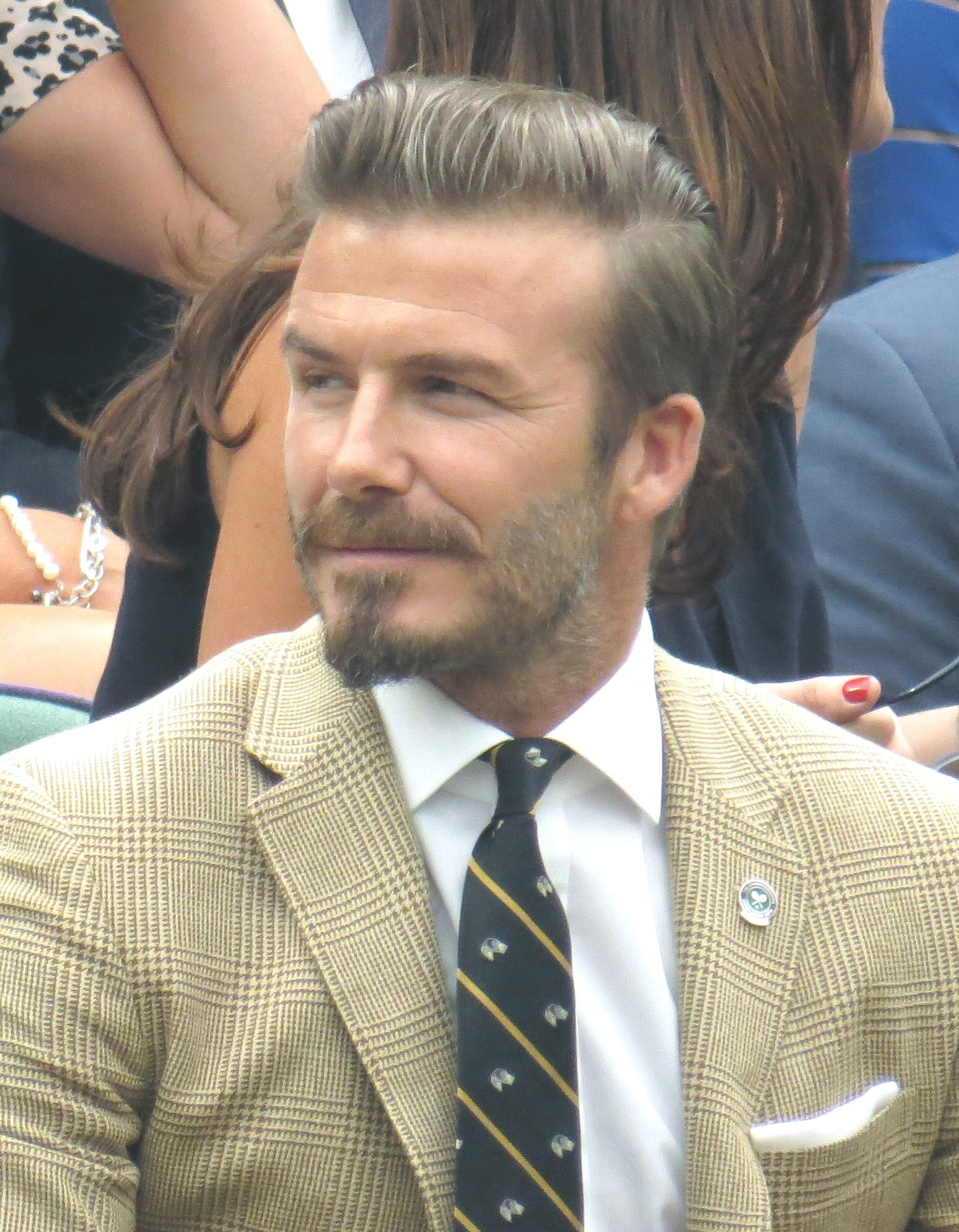
David Beckham – Cổ đông thành lập và đồng thời là đồng sở hữu Inter Miami CF từ 2020

Nhóm sở hữu đằng sau nhượng quyền thương mại được thành lập lần đầu tiên vào năm 2013 với tên gọi Miami Beckham United, mặc dù hiện tại nó được giao dịch dưới tên Miami Freedom Park LLC. Nhóm sở hữu ban đầu được lãnh đạo bởi doanh nhân người Bolivian có trụ sở tại Miami Marcelo Claure, trong khi Masayoshi Son và anh em Jorge và Jose Mas đã được thêm vào nhóm sở hữu vào năm 2017. Nỗ lực bắt nguồn từ một hợp đồng David Beckham ký với MLS năm 2007; anh đã gia nhập LA Galaxy và thương lượng một tùy chọn để sở hữu một sự mở rộng đội với mức chiết khấu phí nhượng quyền.
Vào ngày 17 tháng 9 năm 2021, có thông báo rằng Beckham và anh em nhà Mas đã mua lại cổ phần của Claure và Son trong nhóm sở hữu. Ares Management cũng đã được thêm vào nhóm sở hữu.

## Cổ động viên
Câu lạc bộ có bốn nhóm cổ động viên chính thức: Nación Rosa Y Negro, The Siege, Southern Legion, và Vice City 1896.

## Kình địch
Câu lạc bộ có sự cạnh tranh nội bộ với Orlando City SC, hiện là hàng xóm gần nhất của đội và chỉ có đội khác có trụ sở tại Florida ở MLS. Orlando City gia nhập MLS vào năm 2015 nhưng phải đợi đến mùa giải thứ sáu mới chơi trận đầu tiên trong tiểu bang với đối thủ MLS sau khi Inter Miami được giới thiệu dưới dạng nhượng quyền thương mại mở rộng vào năm 2020. Không giống như nhiều đối thủ trong Giải bóng đá nhà nghề, không có tên cho sê-ri này mặc dù một số đã được đề xuất nhưng ít hoặc không thành công.
Câu lạc bộ cũng có một đối thủ nội thành tại USL Championship, là Miami FC. Mối kỳ phùng địch thủ của họ được Miami FC gọi là "Miami Clásico".

## Danh hiệu
- Leagues Cup
  - Vô địch (1): 2023

- Supporters' Shield
  - Vô địch (1): 2024

## Cầu thủ

### Đội hình
Tính đến 8 tháng 8 năm 2024
Ghi chú: Quốc kỳ chỉ đội tuyển quốc gia được xác định rõ trong điều lệ tư cách FIFA. Các cầu thủ có thể giữ hơn một quốc tịch ngoài FIFA.
| Số | VT | Quốc gia    | Cầu thủ                           |
| -- | -- | ----------- | --------------------------------- |
| 1  | TM | Hoa Kỳ      | Drake Callender                   |
| 5  | TV | Tây Ban Nha | Sergio Busquets (đội phó; DP)     |
| 6  | HV | Argentina   | Tomás Avilés                      |
| 7  | TV | Brasil      | Jean Mota                         |
| 8  | TV | Paraguay    | Diego Gómez                       |
| 9  | TĐ | Uruguay     | Luis Suárez                       |
| 10 | TĐ | Argentina   | Lionel Messi (đội trưởng; DP)     |
| 11 | TV | Argentina   | Facundo Farías                    |
| 13 | TV | México      | Víctor Ulloa                      |
| 14 | TĐ | Pháp        | Corentin Jean                     |
| 15 | HV | Hoa Kỳ      | Ryan Sailor                       |
| 16 | TV | Phần Lan    | Robert Taylor                     |
| 17 | TĐ | Venezuela   | Josef Martínez                    |
| 18 | HV | Tây Ban Nha | Jordi Alba                        |
| 20 | TV | Paraguay    | Diego Gómez                       |
| 21 | HV | Argentina   | Nicolás Freire (cho mượn từ UNAM) |

| Số | VT | Quốc gia          | Cầu thủ                                     |
| -- | -- | ----------------- | ------------------------------------------- |
| 24 | HV | Hoa Kỳ            | Ian Fray (HG)                               |
| 26 | TV | Brasil            | Gregore                                     |
| 27 | HV | Ukraina           | Serhiy Kryvtsov                             |
| 30 | TV | Hoa Kỳ            | Benjamin Cremaschi (HG)                     |
| 32 | HV | Hoa Kỳ            | Noah Allen (HG)                             |
| 33 | HV | Argentina         | Franco Negri                                |
| 35 | TĐ | Hoa Kỳ            | Felipe Valencia (HG)                        |
| 41 | TV | Honduras          | David Ruiz (HG)                             |
| 43 | TV | Hoa Kỳ            | Lawson Sunderland                           |
| 55 | TV | Argentina         | Federico Redondo                            |
| 57 | HV | Argentina         | Marcelo Weigandt (cho mượn từ Boca Juniors) |
| 62 | HV | Cộng hòa Dominica | Israel Boatwright (HG)                      |
| 73 | TĐ | Brasil            | Leo Afonso                                  |
| 81 | TV | Hoa Kỳ            | Santiago Morales (HG)                       |
| 99 | TM | Hoa Kỳ            | Cole Jensen                                 |

### Cho mượn
Ghi chú: Quốc kỳ chỉ đội tuyển quốc gia được xác định rõ trong điều lệ tư cách FIFA. Các cầu thủ có thể giữ hơn một quốc tịch ngoài FIFA.
| Số | VT | Quốc gia | Cầu thủ                                        |
| -- | -- | -------- | ---------------------------------------------- |
| 25 | TĐ | Colombia | Emerson Rodríguez (cho mượn tại Vasco da Gama) |

### Ban huấn luyện viên
Tính đến 28 tháng 7 năm 2023
| Vai trò                        | Tên              | Quốc gia  |
| ------------------------------ | ---------------- | --------- |
| Huấn luyện viên                | Gerardo Martino  | Argentina |
| Trợ lý HLV thủ môn             | Sebastián Saja   | Argentina |
| Trưởng nhóm thực hiện đầu tiên | Miguel Motolongo | Venezuela |
| Nhà khoa học thể thao          | Nicolas Lewis    | Hoa Kỳ    |
| Nhà phân tích hiệu suất        | Alec Scott       | Anh       |
| Nhà phân tích hiệu suất        | Tom Childs       | Anh       |
| Trợ lý phân tích               | Brett Uttley     | Hoa Kỳ    |
| Giám đốc thể thao              | Chris Henderson  | Hoa Kỳ    |
| Giám đốc điều hành bóng đá     | Niki Budalić     | Canada    |
| Giám đốc trinh sát             | Mark Prizant     | Hoa Kỳ    |
| Đại diện trinh sát             | Alessio Sundas   | Ý         |
| Giám đốc phân tích             | Sam Gregory      | Canada    |

### Huấn luyện viên
| Tên                        | Quốc tịch | Nhiệm kỳ                                  | Trận | W  | D  | L  | % thắng |
| -------------------------- | --------- | ----------------------------------------- | ---- | -- | -- | -- | ------- |
| Diego Alonso               | Uruguay   | 30 tháng 12 năm 2019 – 7 tháng 1 năm 2021 | 24   | 7  | 3  | 14 | 029,17  |
| Phil Neville               | Anh       | 18 tháng 1 năm 2021 – 1 tháng 6 năm 2023  | 90   | 35 | 13 | 42 | 038,889 |
| Javier Morales (tạm quyền) | Argentina | 1 tháng 6 năm 2023 – 10 tháng 7 năm 2023  | 7    | 1  | 3  | 3  | 014,29  |
| Gerardo Martino            | Argentina | 10 tháng 7 năm 2023 – nay                 | 8    | 5  | 2  | 1  | 062,50  |

## Cơ sở hạ tầng

### Mùa
| Phần      | Giải đấu | Giải đấu  | Giải đấu | Giải đấu | Giải đấu | Giải đấu | Giải đấu | Giải đấu | Giải đấu | Giải đấu | Giải đấu | Vị trí  | Vị trí   | Vòng loại trực tiếp | USOC | Continental / khác   | Continental / khác | Tỷ lệ tham dự trung bình | (Những) cầu thủ ghi bàn hàng đầu | (Những) cầu thủ ghi bàn hàng đầu |
| Phần      | Div      | Liên đoàn | Làm ơn   | W        | l        | Đ        | GF       | GA       | GD       | điểm     | PPG      | Conf.   | Tổng thể | Vòng loại trực tiếp | USOC | Continental / khác   | Continental / khác | Tỷ lệ tham dự trung bình | Tên                              | Bàn thắng                        |
| --------- | -------- | --------- | -------- | -------- | -------- | -------- | -------- | -------- | -------- | -------- | -------- | ------- | -------- | ------------------- | ---- | -------------------- | ------------------ | ------------------------ | -------------------------------- | -------------------------------- |
| 2020      | 1        | MLS       | 23       | 7        | 13       | 3        | 25       | 35       | −10      | 24       | 1.04     | ngày 10 | ngày 19  | PR                  | NH   | Giải đấu MLS trở lại | GS                 | 2,216                    | Lewis Morgan                     | 5                                |
| 2021      | 1        | MLS       | 34       | 12       | 17       | 5        | 36       | 53       | −17      | 41       | 1.21     | ngày 11 | ngày 20  | –                   | NH   |                      |                    | 14,713                   | Gonzalo Higuaín                  | 12                               |
| 2022      | 1        | MLS       | 34       | 14       | 14       | 6        | 47       | 56       | −9       | 48       | 1.41     | thứ 6   | thứ 12   | R1                  | Ro16 |                      |                    | 12,613                   | Gonzalo Higuaín                  | 16                               |
| Tổng cộng | –        | –         | 91       | 33       | 44       | 14       | 108      | 144      | −36      | 113      | 1,24     | –       | –        | –                   | –    | –                    | –                  | –                        | Gonzalo Higuaín                  | 29                               |

1. Trung bình tham dự chỉ bao gồm số liệu thống kê từ các trận đấu của giải đấu.
2. (Những) cầu thủ ghi bàn hàng đầu bao gồm tất cả các bàn thắng được ghi ở Giải đấu, Vòng loại trực tiếp MLS Cup, U.S. Open Cup, MLS trở lại giải đấu, CONCACAF Champions League, FIFA Club World Cup và các trận đấu cấp châu lục cạnh tranh khác.

## Xếp hạng câu lạc bộ

### Thế giới
Tính đến 23 tháng 7 năm 2023
| Xếp hạng | Đội                        | điểm   |
| -------- | -------------------------- | ------ |
| 1165     | Khartoum NC                | 113.05 |
| 1166     | KF Llapi                   | 113.04 |
| 1167     | Inter Miami CF             | 112,99 |
| 1168     | Zhejiang Professional F.C. | 112,60 |
| 1169     | Jeunesse Esch              | 112,44 |

### CONCACAF
Tính đến 23 tháng 7 năm 2023
| Xếp hạng | Đội                     | điểm   |
| -------- | ----------------------- | ------ |
| 96       | Cavalry FC              | 113,50 |
| 97       | C.D. Luis Ángel Firpo   | 113.06 |
| 98       | Inter Miami CF          | 112,99 |
| 99       | UD Universitario        | 109,47 |
| 100      | Club Deportivo del Este | 109,30 |

### Quốc gia
Tính đến 23 tháng 7 năm 2023
| Xếp hạng | Đội             | điểm   |
| -------- | --------------- | ------ |
| 20       | DC United       | 119,74 |
| 22       | Chicago Fire FC | 116,74 |
| 24       | Inter Miami CF  | 112,99 |
| 24       | FC Cincinnati   | 101.14 |
| 25       | Charlotte FC    | 45,68  |

## Truyền thông
Ba trận đấu đầu tiên của đội trong mùa giải 2020 được phát sóng trên toàn quốc; một thỏa thuận phát sóng đã không được công bố trước khi trận đấu bị tạm dừng do đại dịch COVID-19, nhưng nhóm đã thông báo rằng Ray Hudson sẽ đóng vai trò là bình luận viên da màu, Andres Cordero đóng vai trò là người bình luận từng trận đấu, cùng với Fernando Fiore với tư cách là người dẫn chương trình và  Kaylyn Kyle với tư cách là phóng viên bên lề. Vào ngày 3 tháng 4 năm 2020, câu lạc bộ đã công bố một thỏa thuận truyền hình khu vực bằng tiếng Anh với CBS Television Stations, theo đó các trận đấu khu vực của câu lạc bộ sẽ được phát sóng trên MyNetworkTV  đơn vị liên kết WBFS-TV, với các trận đấu được chọn phát sóng trên CBS đài WFOR-TV. Sau đó, vào ngày 30 tháng 4, câu lạc bộ đã công bố thỏa thuận về bản quyền tiếng Tây Ban Nha với Univision, trong đó các trò chơi sẽ được phát sóng trên kênh truyền hình liên kết WAMI  và đài liên kết WQBA, với một nhóm phát sóng bao gồm Ramses Sandoval, Luis Omar Tapia, Daniel Nohra, Diego Balado, Nicholas Cantor và Tony Cherchi.
Tất cả các hợp đồng truyền hình khu vực của Giải bóng đá nhà nghề Mỹ đã hết hạn sau mùa giải 2023, với tất cả phạm vi phủ sóng truyền hình chuyển sang MLS Season Pass trên Apple TV.